# Куп пет нација 1928.
Куп пет нација 1928. (службени назив: 1928 Five Nations Championship) је било 41. издање овог најелитнијег репрезентативног рагби такмичења Старог континента. а 14. издање Купа пет нација.
Енглеска је освојила Гренд слем.

## Такмичење
Француска - Шкотска 6-15
Велс - Енглеска 8-10
Ирска - Француска 12-8
Шкотска - Велс 0-13
Ирска - Енглеска 6-7
Енглеска - Француска 18-8
Шкотска - Ирска 5-13
Велс - Ирска 10-13
Енглеска - Шкотска 6-0
Француска - Велс 8-3

## Табела
|   | Селекција                      | ИГ | Д | Н | И | ПД | ПП | ПР  | Б |  |
| - | ------------------------------ | -- | - | - | - | -- | -- | --- | - |  |
| 1 | Рагби репрезентација Енглеске  | 4  | 4 | 0 | 0 | 41 | 22 | +19 | 6 |  |
| 2 | Рагби репрезентација Ирске     | 4  | 3 | 0 | 1 | 44 | 30 | +14 | 6 |  |
| 3 | Рагби репрезентација Велса     | 4  | 1 | 0 | 3 | 34 | 31 | +3  | 2 |  |
| 3 | Рагби репрезентација Шкотске   | 4  | 1 | 0 | 3 | 20 | 38 | -18 | 2 |  |
| 4 | Рагби репрезентација Француске | 4  | 1 | 0 | 3 | 30 | 48 | -18 | 2 |  |

| Победник Купа домаћих нација 1928.                         |
| ---------------------------------------------------------- |
| Репрезентација Енглеске 10. титула првака Европе у рагбију |